# Dolancourt
Dolancourt é uma comuna francesa na região administrativa de Grande Leste, no departamento de Aube. Estende-se por uma área de 4,88 km². Em 2010 a comuna tinha 139 habitantes (densidade: 28,5 hab./km²).